# Ratio (empresa)
Ratio es una empresa de tecnología financiera con sede en San Francisco que ofrece servicios de financiamiento y adquisición de tecnología a través de su plataforma. La compañía integra pagos, precios predictivos, financiamiento y un proceso de "quote-to-cash" enfocado en empresas de SaaS y tecnología.

## Historia
Ratio fue fundada en 2021 por Ashish Srimal y Mason Blake. Srimal fue anteriormente fundador y CEO de la startup de asistencia móvil de ventas SmarterMe, mientras que Blake fue CEO del mercado B2B de servicios legales UpCounsel. Ratio se lanzó con un enfoque en la adquisición de tecnología y financiamiento, especialmente para empresas de SaaS y tecnología. En octubre de 2021, Ratio recaudó $4,3 millones en una ronda de financiamiento inicial de Streamlined Ventures, seguida de $411 millones en financiamiento de capital y deuda en septiembre de 2022.

## Productos y servicios
Ratio Trade – permite a las empresas convertir contratos anuales en efectivo inmediato, con reembolsos vinculados a los pagos de los clientes.  
Ratio Boost – opción de financiamiento diseñada para acelerar el cierre de acuerdos ofreciendo efectivo instantáneo por el valor total de los contratos. Este producto se alinea con el modelo B2B Buy Now, Pay Later (BNPL), permitiendo a las empresas de SaaS ofrecer opciones de pago flexibles mientras reciben el valor completo del contrato por adelantado. La plataforma soporta varias integraciones y se dirige a sectores específicos como hardware, robótica y empresas de SaaS.

## Financiamiento
En octubre de 2021, Ratio recaudó $4,3 millones en financiamiento inicial de Streamlined Ventures. En septiembre de 2022, Ratio aseguró $411 millones en financiamiento de capital y deuda, que incluye $11 millones recaudados a finales de 2021 y una línea de crédito de $400 millones para financiamiento a clientes. La ronda de financiamiento fue liderada por Streamlined Ventures, Cervin Ventures, 8-Bit Capital, HoneyStone Ventures y un grupo de inversionistas individuales.

## Actividades
Ratio se enfoca en los desafíos comunes que enfrentan las empresas de SaaS que operan bajo modelos de suscripción, incluyendo flujos de efectivo diferidos, descuentos a clientes y largos períodos necesarios para recuperar los costos de adquisición de clientes. La compañía proporciona capital adelantado a través de una línea de crédito, permitiendo a las empresas de SaaS recibir el valor completo del contrato de inmediato. Este enfoque elimina la necesidad de descuentos al ofrecer términos de pago flexibles y permite a las empresas alinear los calendarios de pagos de los clientes con sus necesidades de flujo de efectivo. La opción BNPL B2B actúa como un intermediario estratégico entre las empresas de SaaS y sus compradores, donde el intermediario paga a las empresas SaaS el valor total del contrato por adelantado, permitiendo a los compradores cumplir con sus obligaciones de pago según los términos acordados. La tecnología de aprendizaje automático de Ratio ofrece información sobre los precios de suscripción, las tasas de cancelación potenciales, el valor de vida del cliente y las preferencias de pago, optimizando las estrategias de precios y la planificación financiera.
Ashish Srimal es cofundador y director ejecutivo, y Mason Blake es cofundador y director de tecnología. La empresa tiene su sede en San Francisco, California.